# محوطه هوشیار چله ۲
محوطه هوشیار چله ۲ مربوط به مفرغ است و در شهرستان گیلانغرب، بخش مرکزی، دهستان چله، ۲۰۰ متری جنوب روستای هوشیار چله واقع شده و این اثر در تاریخ ۲۶ اسفند ۱۳۸۷ با شمارهٔ ثبت ۲۵۴۲۸ به‌عنوان یکی از آثار ملی ایران به ثبت رسیده است.